# 715e Infanteriedivisie (Duitsland)
De Duitse 715e Infanteriedivisie' (Duits: 715. Infanterie-Division) was een Duitse infanteriedivisie tijdens de Tweede Wereldoorlog. De divisie werd opgericht op 3 mei 1941 en deed dienst aan zowel het westfront, als aan het oostfront.

## Krijgsgeschiedenis

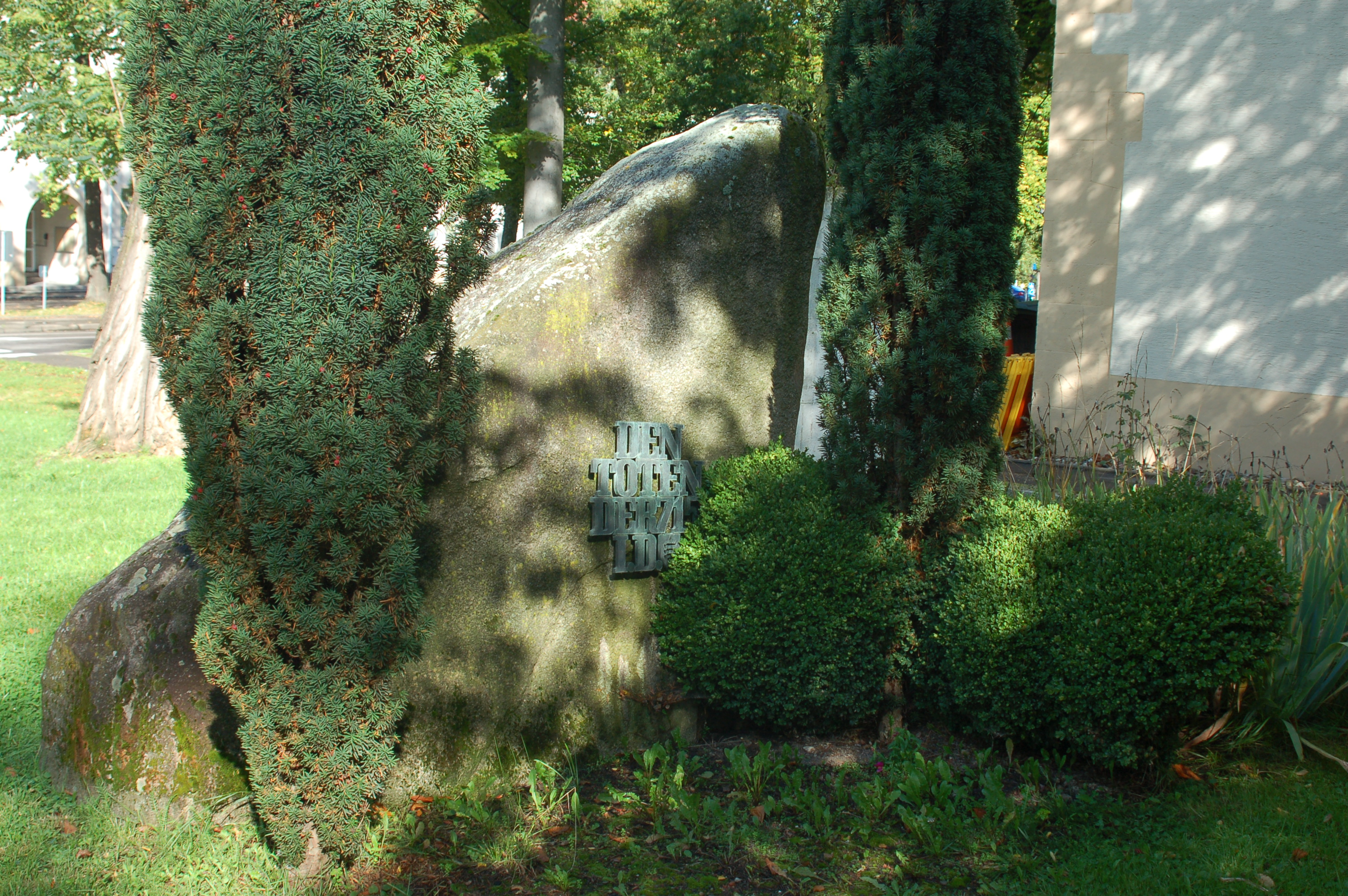
Monument voor de doden van de 715e Infanteriedivisie te Stuttgart

In juni 1941 werd de divisie overgeplaatst naar Frankrijk, waar ze op diverse plaatsen veiligheidsoperaties uitvoerde en aan de kust de wacht hield. In februari 1944 werd de eenheid overgeplaatst naar Italië, waar ze trachtte de geallieerden te verhinderen nabij Anzio. Hier leed de divisie hevige verliezen en in juni werd ze tijdelijk van het front gehaald. Aangevuld met verse troepen vanuit de Infanterie-Division Wildflecken, trok de eenheid in augustus weer in de omgeving van Rimini ten strijde. Ze verbleef hier tot ze naar het oostfront werd gezonden, om daar de Duitse troepen te steunen tegen de snel oprukkende troepen van het Rode Leger. Aan het oostfront werd de divisie vooral in de verdediging gedrukt. Er werd onder andere gevochten ten oosten van het Poolse Loslau en het Tsjechische Tábor. Bij die laatste stad werd de divisie door de Sovjettroepen omsingeld en vernietigd.

## Commandanten
| Naam                   | Rang            | Begin             | Eind              |
| ---------------------- | --------------- | ----------------- | ----------------- |
| Ernst Wening           | Generalmajor    | 3 mei 1941        | 15 juli 1942      |
| Kurt Hoffmann          | Generalleutnant | 15 juli 1942      | 5 januari 1944    |
| Hans-Georg Hildebrandt | Generalleutnant | 5 juni 1944       | 1 juli 1944       |
| Hanns von Rohr         | Generalmajor    | 1 juli 1944       | 18 september 1944 |
| Hans-Joachim Ehlert    | Generalmajor    | 18 september 1944 | 30 september 1944 |
| Hanns von Rohr         | Generalmajor    | 30 september 1944 | 2 mei 1945        |

## Samenstelling

### 1941
- Infanterie-Regiment 725
- Infanterie-Regiment 735
- Artillerie-Abteilung 671
- Divisionseinheiten 715

### 1945
- Grenadier-Regiment 725
- Grenadier-Regiment 735
- Grenadier-Regiment 774
- Divisions-Füsilier-Bataillon 715
- Artillerie-Regiment 671
- Pionier-Bataillon 715
- Divisionseinheiten 715